# Иванников, Валерий Николаевич
Валерий Николаевич Иванников (род. 28 января 1967, Челябинск, РСФСР, СССР) — советский и российский хоккеист, тренер.

## Биография
В детстве начинал как нападающий, играл в этом амплуа на первенство Челябинска. Первый тренер — Юрий Гурьянович Могильников. В возрасте 10 лет переведён во вратари, после чего амплуа больше не менял.
Начал карьеру в челябинском «Тракторе», но из-за жёсткой конкуренции у вратарей на лёд выходил очень редко: за три года — лишь две игры. Но в 1987 году становится участником чемпионата мира среди молодёжи до 20 лет, проводит 6 игр.
В начале 1987 года призван в армию, «служил» сначала в составе СКА (Свердловск), потом — за армейцев Ленинграда. За семь сезонов он проводит 150 игр плюс две игры в составе армейцев столицы.
В составе сборной России принял участие в Олимпиаде — 1994, где сыграл одну игру, а наша команда стала лишь четвёртой. Также в составе сборной России принял участие в чемпионате мира — 1994, где принял участие в двух играх, а сборная России стала пятой.
В сезоне 1994/95 провёл полный сезон в Магнитогорске: выходил на лёд 45 раз.
Следующий сезон выступал в Тольятти, приняв участие в 13 играх основной команды и 2 играх дублирующего состава.
Два сезона провёл в московском «Спартаке», выступающем во втором по рангу дивизионе. Здесь он сыграл 81 игру.
В 2001 году вновь вернулся в Санкт-Петербург, но снова из-за конкуренции играет мало. За три сезона он проводит на льду лишь 26 игр и одну за «дубль».
Последние два сезона играл в «Воронеже», выступающем в высшей лиге (9 игр), и минской «Юности» (46 игр).
Окончив игровую карьеру, тренировал вратарей в СКА.
Одним из его воспитанников является сын — Евгений Иванников (род. 1991).
С 2014 года работал с командой 2005 года рождения в качестве главного тренера.
С 2016 года помощник главного тренера в МХК «Динамо Санкт-Петербург».

## Награды
- Чемпион России — 1996
- Бронзовый призёр чемпионата России — 1995.